# Hans Krückeberg

Hans Krückeberg, 1906

Hans Krückeberg (* 12. März 1878 in Treuenbrietzen, Provinz Brandenburg; † 25. Dezember 1952 in Belzig, Bezirk Potsdam) war ein deutscher Bildhauer.
Er studierte an der Berliner Kunstakademie und war dort Meisterschüler von Louis Tuaillon. Er wurde Mitglied der Berliner Secession. 1905 erhielt er den Rompreis der Preußischen Akademie der Künste. Ab 1911 war er mit seinen Werken auf vielen Ausstellungen vertreten. Er schuf unter anderem Tierfiguren, Bildnisbüsten und -reliefs, außerdem Denkmäler mit Bronzegruppen für den öffentlichen Raum.
Seit den 1940er Jahren wohnte er in Belzig im Haus seines Schwiegervaters, des Kamerun-Missionars Reinhold Grundemann. Das Haus, in dem sich einzelne Arbeiten Krückebergs erhalten haben, wurde am 30. August 2005 unter Denkmalschutz gestellt.

## Werke

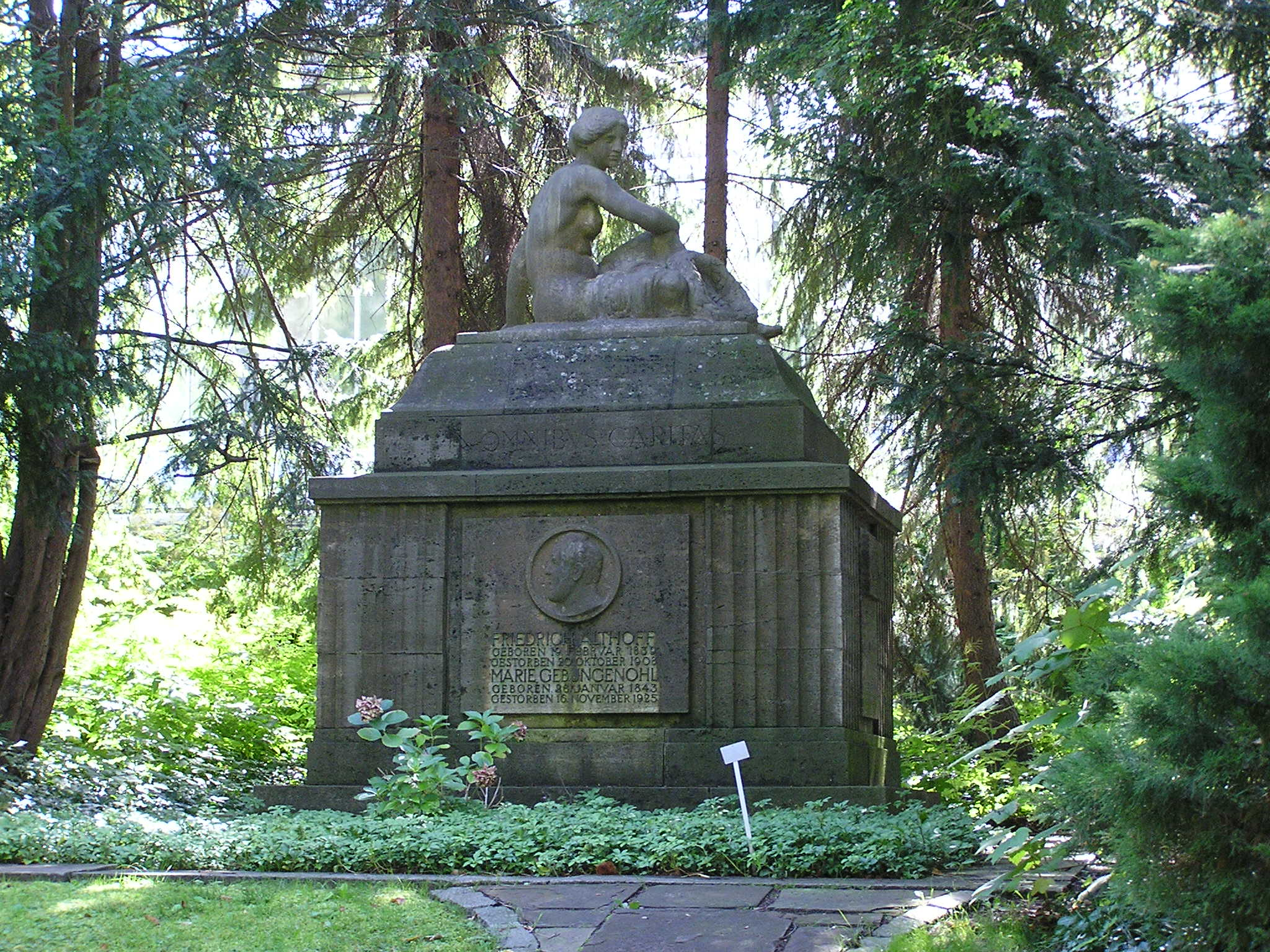
Grabmal für Friedrich Althoff (2006)

- 1909: plastischer Bauschmuck im und am Geschäftshaus Lindenstraße 44–47 (Axel-Springer-Straße 44) in Berlin-Friedrichstadt (Fassadengestaltung von Hans Bernoulli; Bauherr / Eigentümer Kaufmann A. Mendel, bis 1933 genutzt durch das Bekleidungshaus Fischbein & Mendel; mit Veränderungen erhalten, unter Denkmalschutz[1])
- 1911: Wettbewerbsentwurf für den Oderbrunnen, nach dem Stifter auch Steinbock-Brunnen genannt, in Frankfurt (Oder) (gemeinsam mit dem Architekten Hans Bernoulli[2]; 1912 nach einem konkurrierenden Entwurf von Adolf Amberg ausgeführt[3])
- 1911: Porträt-Hochrelief am Grabmal für den preußischen Hochschulpolitiker Friedrich Althoff im Botanischen Garten in Berlin-Dahlem
- 1914: plastischer Bauschmuck am Nordstern-Haus in Berlin-Schöneberg (Architekten: Paul Mebes und Paul Emmerich; unter Denkmalschutz)
- 1915?: Marmorbüste Friedrich Althoffs im Neubau der Deutschen Bücherei in Leipzig
- 1927: Gefallenen-Ehrenmal des Thüringischen Husarenregiments Nr. 12, genannt Husarendenkmal, in Merseburg, im Schlossgarten
- 1927 in Ausführung: Bronzegruppe „Waldgeheimnis“ im Bürgerpark in Berlin-Pankow
- 1935: plastischer Schmuck am Verwaltungsgebäude der Brandenburgischen Feuersozietät in Berlin-Tiergarten, Am Karlsbad 4/5 (Architekten: Paul Mebes und Paul Emmerich; unter Denkmalschutz[4])
- 1943: Büste Friedrich Hölderlins[5]